# オキシ塩化鉛
オキシ塩化鉛(英語:Lead oxychlorides)は、化学式が PbClO(H) で表させる鉛のハロゲン化物である。

## 自然界での発生
オキシ塩化鉛は多様な形で自然界に存在しておりヘレロイトではPb32O212Cl10，リックターネライトではPb7O4(OH)Cl3，ブラドクリボビチェバイトではPb32O18Cl14，アシサイトではPb7SiO4O4Cl2．ダマラ石はPb3Cl(OH)O2として、ヘレロ石はPb3Cl(OH)O2として、メンディップ石はPb3Cl2O2として、そしてマトロック石グループのPbCl(OH) メンバーである二形鉱物のラウリオナイトとパララウリオナイトに含まれている。

## 使用法
歴史的にオキシ塩化鉛の主な用途は鉛塗料の顔料として炭酸鉛や鉛白などの鉛化合物との混合物でした。鉛化合物を最初に溶融し、次に生成物を微粉末に粉砕して、次に粉末を乾性油（亜麻仁など）に懸濁して、パティンソンの白(PbCl2 2Pb(OH)2)またはターナーの黄色(PbCl2 5-7PbO)などが作られた。
ターナーズイエローは、パテントイエロー、カッセルイエロー、モントピリアイエロー、カッセラーイエロー、ミネラルイエロー、ヴェローナイエローとも呼ばれる。
19世紀後半、オキシ塩化鉛は鉛蓄電池の電極の製造に使用された。 1876年にチャールズ・F・ブラッシュが特許を取得しリブ付きまたは溝付きの鉛シートのくぼみに、粉砕されたオキシ塩化鉛（後に硫酸鉛も追加）を充填した。 2番目のステップでは、溝のあるシートを紙で覆い、塩または酸の溶液に水平に吊るし、それに亜鉛プレートも追加した。次に、溝付きシートのくぼみ内の混合物を電解還元してスポンジ鉛にし、機能的な鉛蓄電池電極を形成した。その後、正極として使用される側のスポンジ鉛は蓄電池の最初の形成充電中に過酸化鉛に変換される。
この技術は1880年に現在の鉛電池で一般的に使用されているカミーユ・アルフォンス・フォーレが発明した方法に取って代わられた。